# 格尔彻尼多博考
格尔彻尼多博考，是匈牙利巴兰尼亚州所辖的一个村。总面积9.51平方公里，总人口407，人口密度42.8人/平方公里（2011年1月1日）。